# チャールズ・コーク
チャールズ・ド・ガナール・コーク（Charles de Ganahl Koch、1935年11月1日 - ）は、アメリカ合衆国の実業家、政治活動家。
アメリカで二番目に巨大な非公開複合企業コーク・インダストリーズの最高経営責任者で、弟デイビッドと共にオーナーも務める。
保有資産608億ドル、フォーブス発表2018年世界長者番付8位。